# 엔더스 게임
《엔더스 게임》(영어: Ender's Game)은 2013년 공개된 미국의 밀리터리 SF 액션 영화이다. 오슨 스콧 카드의 동명 SF 소설이 원작이며, 개빈 후드가 연출하고, 해리슨 포드, 에이사 버터필드, 벤 킹즐리, 헤일리 스타인펠드 등이 출연하였다.

## 출연진
- 에이사 버터필드 - 엔더 위긴 역
- 해리슨 포드 - 하이럼 그래프 대령 역
- 헤일리 스타인펠드 - 페트라 아캐니언 역
- 바이올라 데이비스 - 궨 앤더슨 소령 역
- 애비게일 브레슬린 - 밸런타인 위긴 역
- 벤 킹즐리 - 메이저 래컴 역
- 모이세스 아리아스 - 본조 머드리드 역
- 애러미스 나이트 - 빈 역
- 서라지 파터사러티 - 알라이 역
- 카일린 램보 - 딩크 미커 역
- 지미 잭스 핀책 - 피터 위긴 역
- 코너 캐럴 - 버나드 역
- 논소 아노지에 - 댑 병장 역
- 브랜던 수 후 - 플라이 몰로 역

## 수상
- 2014년 제19회 크리틱스 초이스 영화상 후보 신인 배우상(에이사 버터필드)[1]
- 2014년 제40회 새턴상 후보 SF 영화 부문 작품상, 남우 조연상(해리슨 포드), 신인 배우상(에이사 버터필드)[2]

## 기타 정보
- 수입: 데이지엔터테인먼트
- 번역: 황석희